# Léa Poplin
Léa Poplin, née le 25 juillet 1983 à Vernon, est une directrice des services pénitentiaires et haute fonctionnaire française. Après avoir dirigé plusieurs établissements pénitentiaires dont la maison d'arrêt de Villepinte entre 2015 et 2018, elle intègre le corps préfectoral.

## Biographie

### Origines et formation
Née le 25 juillet 1983 à Vernon (Eure) d'un père fonctionnaire au ministère de la Défense et d'une mère infirmière, Léa Poplin grandit en Normandie. Elle est titulaire d'une licence de juriste bilingue droit français-droit allemand, d'un diplôme universitaire de droit allemand, d'une maîtrise en droit public et d'un master professionnel en droit des collectivités territoriales.
Après avoir hésité à devenir professeur d'allemand, elle réussit le concours d'entrée dans le corps des directeurs des services pénitentiaires et entre en formation à l'École nationale d'administration pénitentiaire en 2006. En 2018, elle est diplômée de la 29e session nationale de l'Institut national des hautes études de la sécurité et de la justice.

### Carrière professionnelle

#### Administration pénitentiaire
D'abord affectée à la maison d'arrêt de Rouen puis à la maison d'arrêt de Lille au cours de sa formation à l'Énap en 2007, elle enseigne à l'Institut de criminologie de l'université de Lille en 2009. Elle est ensuite nommée adjointe au chef d'établissement de la maison d'arrêt de Villepinte en 2010 puis prend la tête du département sécurité et détention de la direction interrégionale des services pénitentiaires de Paris en 2012.
En 2015, elle revient à la maison d'arrêt de Villepinte comme cheffe d'établissement, une première pour un premier commandement. Celle qui se considère alors avec humour comme « la chef d'établissement la plus discount de France » mène de nombreux changements dans cette prison qu'elle qualifie comme « l'archétype de la boîte pourrie », notamment la mise en place d'un module de respect inspiré du modèle espagnol au sein duquel 180 détenus ont la clé de leur cellule et sont libres de circuler en journée. La maison d'arrêt de Villepinte est alors le troisième établissement pénitentiaire français à mettre en place ce programme après le centre pénitentiaire de Mont-de-Marsan en janvier 2015 et le centre de détention de Neuvic sur l'Isle en septembre 2015.
En 2017, alors que l'établissement qu'elle dirige atteint un taux d'occupation de 201 %, elle adresse un courriel aux présidents des tribunaux de grande instance et procureurs de la République de Bobigny et de Paris les informant qu'elle ne pouvait plus accueillir de nouveaux détenus. Dans son message pour le moins inhabituel, elle sollicite officiellement « le concours des juges de l'application des peines et juges d’instruction aux fins d'examen des possibilités pour répondre à l'urgence de la situation ».
En avril 2018, elle tire à nouveau la sonnette d'alarme quant à la surpopulation carcérale en ouvrant les portes de la maison d'arrêt de Villepinte aux caméras de Clique Dimanche (Canal +).

#### Corps préfectoral
Le 13 août 2018, elle est nommée sous-préfète de Vendôme, dans le Loir-et-Cher, succédant à André Pierre-Louis,. Titularisée sous-préfète en août 2020, elle succède deux ans plus tard à Anne Tagand comme sous-préfète de Châteaulin, en Finistère, le 10 septembre 2020,. Le 11 août 2021, elle est remplacée par Claire Maynadier. En février 2022, elle devient sous-préfète de Lannion, dans les Côtes-d'Armor, avant d'être placée en position hors cadre à sa demande.
Fin novembre 2022, elle est nommée directrice générale de la chambre de commerce et d'industrie métropolitaine Bretagne Ouest. Elle quitte ses fonctions de directrice générale de la CICMBO en mai 2024, pour prendre la Direction  des routes et infrastructures de déplacements du Finistère.

## Décorations
- Chevalière de l'ordre national du Mérite (2018)[3],[20].

## Publications
- Léa Poplin, « Le module de respect – outil de lutte contre la violence et levier de réinsertion ? », Après-demain, Association Après-demain, no 45,‎ 2018, p. 10-12 (ISSN 0003-7176, lire en ligne)